# Zigòpters
Els zigòpters (Zygoptera) són un subordre dins l'ordre Odonata, coneguts popularment com a damisel·les o cavallets del diable. Es diferencien d'altres odonats perquè els ulls estan netament separats i perquè les ales anteriors i posteriors són molt similars i, en repòs, les ales es mantenen juntes longitudinalment i més o menys elevades sobre el cos.
Els cavallets del diable, com la resta d'odonats, són hemimetàbols (metamorfosi incompleta) i el seu estadi nimfal és aquàtic. La femella pon ous a l'aigua, de vegades en la vegetació submergida, o al capdamunt en arbres, en cavitats que reben aigua de pluja. Les nimfes són carnívores, menjant larves de mosquits, Daphnia, i altres organismes aquàtics.
Les brànquies de les nimfes són grans i externes, al final de l'abdomen. Després d'un temps important en la metamorfosi, l'adult emergeix i menja mosques, mosquits, i altres insectes petits. Algunes espècies tropicals grans s'alimenten d'aranyes.

## Zigòpters presents a Catalunya[2]

### Calopterígids(Calopterygidae)
- Damisel·la enguantada (Calopteryx xanthostoma)
- Damisel·la blava (Calopteryx virgo)
- Damisel·la endolada (Calopteryx haemorrhoidalis)

### Lèstids(Lestidae)
- Alaestès fi (Lestes sponsa)
- Alaestès gruixut (Lestes dryas)
- Alaestès verd (Lestes barbarus)
- Alaestès menut (Lestes virens)
- Vimetaire occidental (Lestes viridis)
- Cavallet d'hivern comú (Sympecma fusca)

### Cenagriònids(Coenagrionidae)
- Llantió nansat (Ischnura elegans)
- Llantió ibèric (Ischnura graellsii)
- Llantió menut (Ischnura pumilio)
- Coper del rei (Enallagma cyathigerum)
- Donzell del ratpenat (Coenagrion pulchellum)
- Donzell de la ferradura (Coenagrion puella)
- Donzell mercurial (Coenagrion mercuriale)
- Donzell del trinxant (Coenagrion scitulum)
- Donzell del gat (Coenagrion caerulescens)
- Donzell llancer (Coenagrion hastulatum)
- Ullroig petit (Erythromma viridulum)
- Ullprès comú (Erythromma lindenii)
- Ferrer camanegre (Pyrrhosoma nymphula)
- Ferrer cama-roig (Ceriagrion tenellum)

### Platicnèmids(Platycnemididae)
- Polaines blau (Platycnemis pennipes)
- Polaines ruborós (Platycnemis acutipennis)
- Polaines lívid (Platycnemis latipes)